# John Field-Richards
John Field-Richards (Penzance, 10 de maio de 1878 - Christchurch, 18 de abril de 1959) foi um atleta inglês de motonáutica.
Richards é o detentor de duas medalhas olímpicas, conquistadas na edição inglesa, os Jogos de Londres, em 1908. Nesta ocasião, venceu, ao lado dos companheiros de equipe, Isaac Thomas Thornycroft e Bernard Redwood, as provas Classe B - abaixo de 60 pés e Classe C - 6,5-8 metros. Essa foi a primeira e última edição do esporte em Olimpíadas.